# Tipula kennicotti
Tipula kennicotti är en tvåvingeart som beskrevs av Alexander 1915. Tipula kennicotti ingår i släktet Tipula och familjen storharkrankar. Inga underarter finns listade i Catalogue of Life.